# Vista Alegre (Barranca)
Vista Alegre es un caserío peruano ubicado en el distrito de Barranca, perteneciente a la provincia homónima del departamento de Lima, en la costa central del Perú. 

## Ubicación
Vista Alegre se ubica al centro de la provincia de Barranca, en el distrito de Barranca, en el departamento de Lima.

## Demografía
En 2017 Vista Alegre tenía una población de 162 habitantes.